# 小江戸甲府花小路
小江戸甲府花小路（こえどはなこうじ）は山梨県甲府市の江戸時代の甲府城城下町を再現した観光地。運営管理は宝石装飾業の「タンザワ」が行なっている。

## 施設
灯籠
高さは約10メートルであり、小江戸甲府花小路のシンボルとして建てられた。

## 関連項目

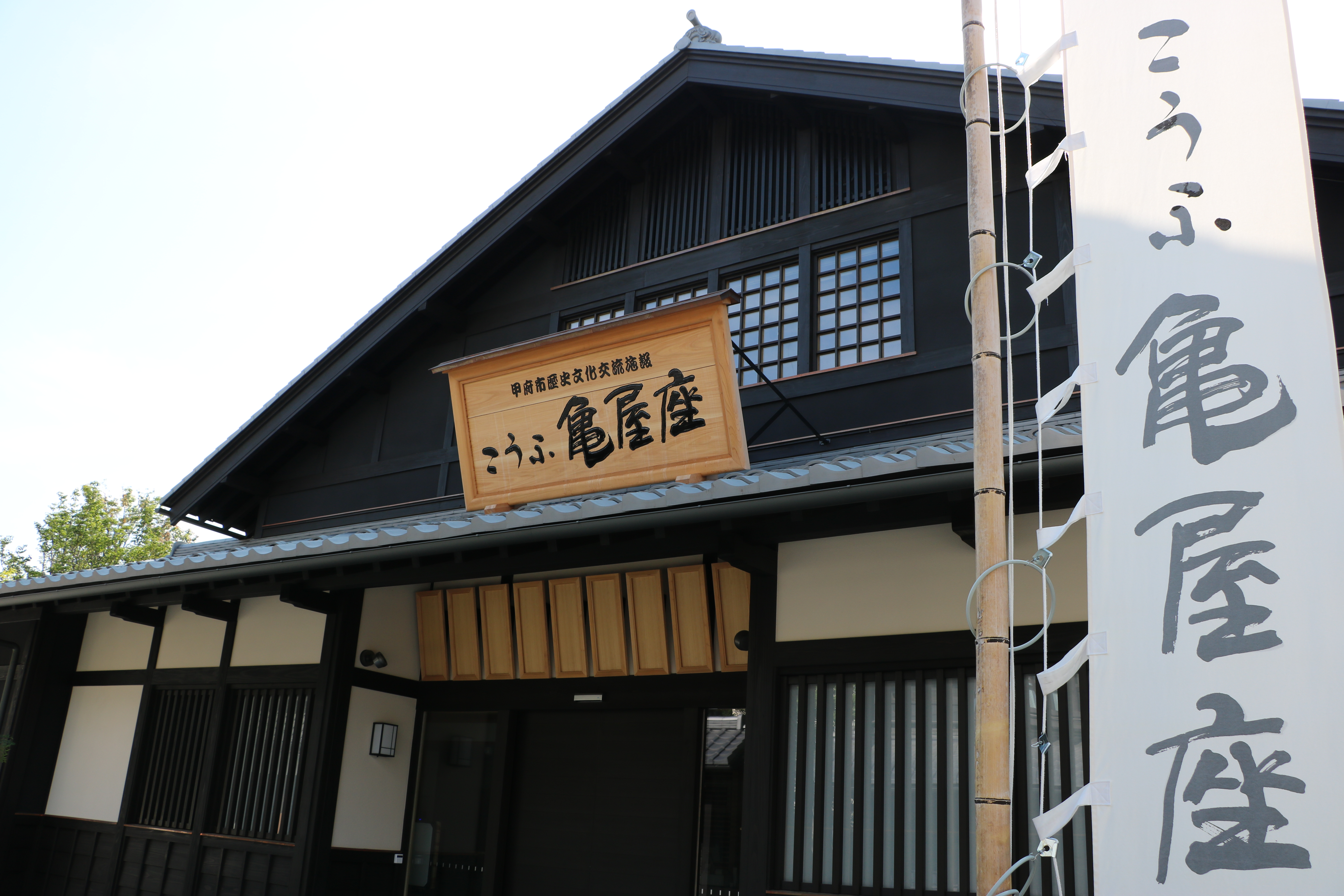
こうふ亀屋座

## アクセス
- JR甲府駅南口から徒歩10分